# Louise Sinclair de Rochemont
Louise Sinclair de Rochemont (1898-1984) was een Nederlandse kunstschilder. Sinclair de Rochemont signeerde haar werken voornamelijk met Sinclair en is vooral bekend van haar bloemstillevens. In mindere mate schilderde Sinclair ook landschappen en abstracte werken. Sinclair maakte vooral voor haar bloemstillevens gebruik van de impastotechniek waarbij zij de olieverf met dikke structuren, veelal met een paletmes, op het linnen aanbracht.
- Biografisch Portaal: 48992305
- RKD-Nederlands Instituut voor Kunstgeschiedenis: 72788